# كايلي فيرزوسا
كايلي فاوستو فيرزوسا (من مواليد 7 فبراير 1992) معلمة فلبينية وعارضة أزياء وملكة جمال توجت بمسابقة بينبينينغ بيليبيناس إنترناشونال 2016 ومسابقة ملكة جمال الأمم 2016، وهي سادسة فليبينية تفوز مسابقة ملكة جمال الدولية 2016.

## نشأتها
ولدت كايلي فاوستو فيرزوسا في باجيو لأبوين فلبينيين آري وراكيل فيرزوسا. تخرجت من المدرسة الثانوية من جامعة سانت لويس، وحصلت على درجة البكالوريوس في إدارة الأعمال من جامعة أتينيو دي مانيلا. عملت كمعلمة لمرحلة ما قبل المدرسة في وقت ما. وهي من المدافعين عن الصحة العقلية والاكتئاب والتوعية بالانتحار. تطوعت فيرزوسا لصالح مؤسسة ناتاشا جولبورن، التي تهدف إلى تثقيف الناس حول الاكتئاب والانتحار. قامت لاحقًا بإنشاء "مسائل الصحة العقلية"، وهي مجموعة دعم عبر الإنترنت تهدف إلى تقديم الدعم العاطفي للأشخاص الذين يعانون من الاكتئاب، واضطراب القلق، وأشكال أخرى من الأمراض العقلية. وكانت أيضًا عضوًا في جمعية العارضين المحترفين في الفلبين. لقد قامت بعمل نماذج المنحدرات والطباعة.